# Radiłowo
Radiłowo (bułg. Радилово) – wieś w południowej Bułgarii, w obwodzie Pazardżik, w gminie Pesztera.
Miejscowość znajduje się 14 km od miasta Pazardżik, na stokach Rodop, nad rzeką Dżurkowica, która dzieli wieś na dwie części.
W wiosce znajdują się ruiny starożytnych grobowców sprzed 4500 lat, a także pozostałości dróg rzymskich.
Mieszkańcy są wyznania prawosławnego.